# 紅衣小女孩2
《紅衣小女孩2》（英語：The Tag-Along 2），是一部改編自台灣家喻戶曉的都市傳說、靈異事件「紅衣小女孩」的同名電影《紅衣小女孩》的續集 ，為《紅衣小女孩》三部曲第二部。 由楊丞琳、許瑋甯、高慧君、龍劭華、 黃河主演。2017年8月25日在台灣上映

## 演員

### 主要演員
| 演員   | 角色   | 備註 |
| 楊丞琳 | 李淑芬 | 雅婷母親，社會工作者 對女兒控制慾較強，經常不了解女兒的感受                                                                                 |
| 許瑋甯 | 沈怡君 | 志偉女友，前廣播主持人 志偉與志偉奶奶同時於山中失蹤，渴望有個家，自己在出發尋找二人的同時也失蹤，後來被淑芬發現。最後成了小詠晴養母         |
| 高慧君 | 林美華 | 詠晴母親 大詠晴與小詠晴的媽媽，十八年前失去大詠晴，企圖用秘術復活她，誰知讓大詠晴就此變成魔神仔。在紅衣小女孩出現的卡多里乐園中被魔神仔殺死 |

### 其他演員
| 演員   | 角色                          | 備註 |
| 龍劭華 | 阿龍師                        | 俊凱爺爺 廟公，尋找雅婷時曾一度遭到魔神仔附身                                                                                             |
| 黃河   | 何志偉                        | 怡君男友 房仲人員，被魔神仔抓走失蹤被發現後已死亡                                                                                         |
| 吳念軒 | 林俊凱                        | 雅婷男友 阿龍師孫子，虎爺乩身 |
| 詹宛儒 | 李雅婷                        | 淑芬女兒，俊凱女友 有孕在身，於校園被魔神仔抓走失蹤                                                                                       |
| 林裔臻 | 林詠晴 （小詠晴）             | 美華女兒 大詠晴的妹妹，母親生下她後仍然忘不了大詠晴，因此也將她取名為詠晴。在美華死後,成了怡君養女                                        |
| 林芷瑈 | 林詠晴 （大詠晴／紅衣小女孩） | 美華女兒 魔神仔，小詠晴的姊姊，十八年前在卡多里樂園玩雲霄飛車時因斷軌事故喪命，經過美華以秘術企圖復活後變成了魔神仔，進而造成一系列的事故 |
| 黃鐙輝 | 張明浩                        | 山老鼠 被魔神仔抓走失蹤 |
| 劉引商 | 何文淑芳                      | 志偉奶奶 被魔神仔抓走失蹤被發現時已死亡                                                                                                   |

## 電影歌曲
| 曲序 | 曲目                            |        | 作曲   | 编曲            | 演唱   | 备注                                      | 时长 |
| ---- | ------------------------------- | ------ | ------ | --------------- | ------ | ----------------------------------------- | ---- |
| 1.   | 光害（Light Pollution；片尾曲） | 柯泯薰 | 柯泯薰 | 柯泯薰 、劉哲麟 | 柯泯薰 | 收錄於「DON'T MAKE A SOUND 不能發出聲音」 | 7:02 |

## 拍攝
片中大部分場景在臺中市外埔區石頭公園搭景拍攝完成。臺中市府也給予該片300萬輔導金及拍攝支援。
其他取景點包括已廢棄的卡多里遊樂園及醫院，首度被拍到疑似「紅衣小女孩」影像的臺中大坑山區。

## 發行

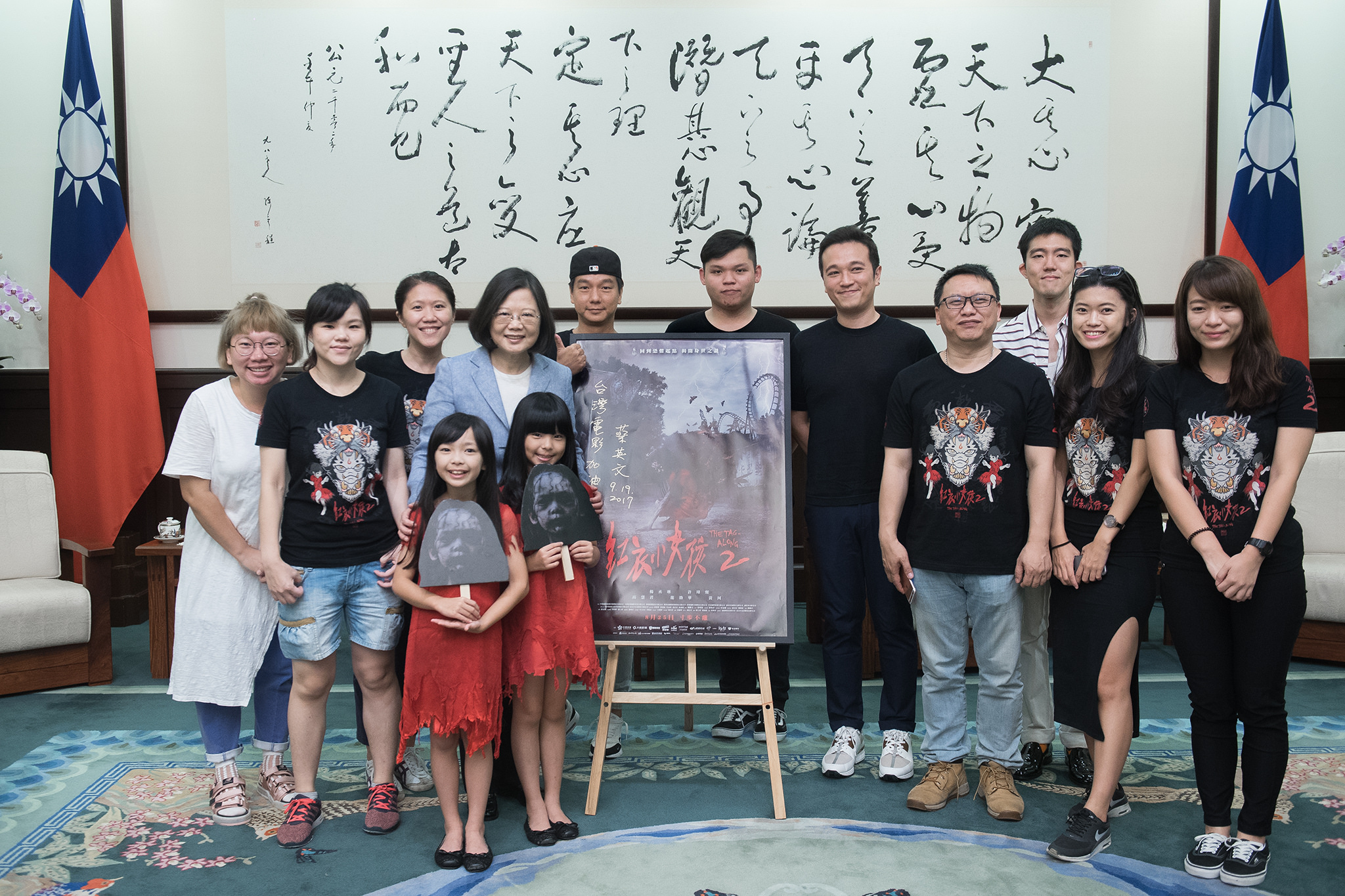
蔡英文接見電影《紅衣小女孩2》製作團隊

在2017年香港國際影視展會場上，首度曝光《紅衣小女孩2》的前導海報與劇照。該部電影的海外版權售出已超過19個地區，是首集《紅衣小女孩》的3倍以上。
|          | 我希望建立起台灣恐怖片的格局與屬於《紅衣小女孩》的世界觀！ |
| ——程偉豪 |                                                            |

## 票房
台灣方面，首週三天票房為新台幣3,100萬元；上映七天票房達新台幣5500萬元；次週票房累計至新台幣7500萬元；第三週票房累計至新台幣9,200萬元；上映二十六天全台票房突破億元大關；最終全台票房為新台幣1億500萬元。
| 上一届： 《美國製造》 | 2017年台北週末票房冠軍 第35週 | 下一届： 《牠》 |

## 獎項
| 獎項         | 類別       | 名字                                           | 結果 |
| ------------ | ---------- | ---------------------------------------------- | ---- |
| 第54屆金馬獎 | 最佳女配角 | 許瑋甯                                         | 提名 |
| 第54屆金馬獎 | 最佳新演員 | 吳念軒                                         | 提名 |
| 第54屆金馬獎 | 最佳音效   | 李銘杰、楊嚞兢、Warren SANTIAGO、Richard HOCKS | 提名 |

## 外部連結
- 紅衣小女孩2的Facebook專頁
- 互联网电影数据库（IMDb）上《紅衣小女孩2》的资料（英文）
- Yahoo奇摩電影上《紅衣小女孩2》的資料（繁體中文）
- 開眼電影網上《紅衣小女孩2》的資料（繁體中文）
- 豆瓣电影上《紅衣小女孩2》的資料 （简体中文）